# Voltametrie

Variație de potential liniară

Potențial ca funcție de timp pentru voltametrie baleiantă anodică

Voltametria este un ansamblu de metode electroanalitice folosite în chimie analitică și în diferite procese industriale. În voltametrie, informația despre un analit este obținută prin măsurarea curentului, când potențialul electric este variat.

## Sistemul cu trei electrozi

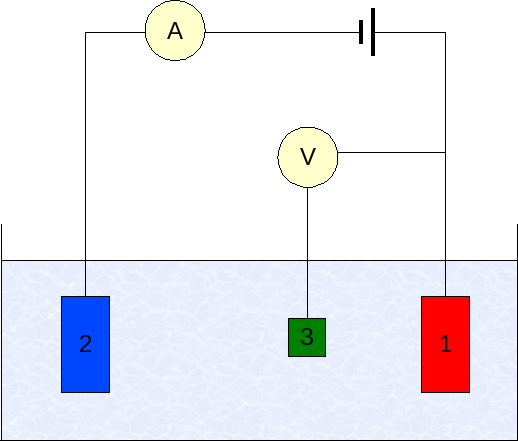
Three-electrode setup: (1) working electrode; (2) auxiliary electrode; (3) reference electrode

Configurare cu trei electrozi: (1) electrod de lucru; (2) electrod auxiliar; (3) electrod de referință

## Aspecte teoretice
Experimentele de voltametrie investighează reactivitatea unui analit (substanță analizată) într-o jumătate de celulă. Voltametria este un studiu de curent în funcție de potențialul aplicat. Aceste curbe curent-tensiune, I = f (E) se numesc voltamograme. Potențialul este variat în mod arbitrar, fie pas cu pas, fie continuu, iar valoarea momentană reală este măsurată ca variabilă dependentă. Invers, adică, să se facă amperometrie, este de asemenea posibil, dar nu comun (simultan). Forma curbelor depinde de viteza de variație a potențialului (natura forței electromotrice) și dacă soluția este agitată sau static liniștită (influență transfer masă). 
Pentru a efectua un astfel de experiment sunt necesari cel puțin doi electrozi. Prin electrodul de lucru, care intră în contact cu substanța analizată, trebuie să se aplice potențialul dorit într-un mod controlat și să se faciliteze transferul de particule încărcate (sarcini) la și de la analit. Un al doilea electrod acționează ca cealaltă jumătate de celulă. Acest al doilea electrod trebuie să aibă un potențial cunoscut, față de care să se măsoare  potentialul electrodului de lucru, în plus, acesta trebuie să echilibreze  electric sarcinile adăugate sau captate prin electrodul de lucru. Deși acest electrod de referință este un element al instalației viabil, el are, principial, o serie de neajunsuri. Cel mai semnificativ, acela că este extrem de dificil pentru un electrod de a-și menține un potențial constant în timp ce trece curent pentru a contracara fenomenele redox de la electrodul de lucru.
Pentru a rezolva această problemă de constanță, rolurile de furnizare electroni și oferire de potențial de referință sunt împărțite între doi electrozi separați. Electrodul de referință este o jumătate de celulă, cu un potențial de reducere cunoscut. Singurul său rol este de a acționa în calitate de referință în măsurarea și controlul potențialului electrodului de lucru și în nici un caz de a prelua vreun curent. Electrodul auxiliar preia tot curentul necesar pentru a echilibra curentul ce se observă la electrodul de lucru. Pentru a realiza acest curent, electrodul auxiliar va oscila de multe ori la potențiale de la marginile extreme posibile în solvent, unde oxidează sau reduce solventul sau electrolitul de suport. Acești trei electrozi, de lucru, de referință, și  electrodul auxiliar alcătuiesc sistemul modern tri-electrod.

## Tipuri de voltametrie
Există mai multe sisteme care au mai mulți electrozi, dar principiile lor de proiectare sunt în general aceleași ca și sistemul de trei electrozi. De exemplu, electrodul cu inel-disc rotitor are doi electrozi distincți și separați de lucru, un disc sau un inel, care pot fi utilizate pentru a baleia sau ține potențiale independente unul de altul. Ambii acești electrozi sunt echilibrați printr-o singură combinație-electrod de referință și auxiliar pentru un design de ansamblu de patru electrozi. Experimente mai complicate pot adăuga electrozi de lucru în funcție de necesități și momentan electrozi de referință sau auxiliari.
În practică, aceasta poate fi foarte important pentru a avea un electrod de lucru cu dimensiuni cunoscute și caracteristici de suprafață. Electrodul auxiliar poate fi aproape de orice fel, atâta timp cât nu reacționează cu cea mai mare parte a soluției de analit și conduce bine. Electrodul de referință este cel mai complex dintre cele trei electrozi; există o varietate de standarde utilizate și este o problemă în investigare. Pentru lucrul în mediu neapos (neacvatic), IUPAC recomandă utilizarea cuplului ferocen/ferocen ca standard. În cele mai multe experimente de voltametrie, un electrolit vrac (de asemenea cunoscut ca electrolit de suport) este utilizat pentru a minimiza rezistența soluției (electrică). Este posibil  a se derula un experiment fără electrolit vrac, dar rezistența suplimentară astfel adăugată reduce semnificativ acuratețea rezultatelor. Cu lichide ionice la temperatura  camerei, solventul poate acționa ca electrolit.